# Mahamat Hassan Boulmaye
Mahamat Hassan Boulmaye (nascido em 20 de junho de 1972, em N'Djamena) é um líder político-militar chadiano. Ele é o secretário-geral do Conselho de Comando Militar para a Salvação da República desde a sua criação em 2016 até sua prisão no Níger em 4 de outubro de 2017.

## Biografia

### Formação
Mahamat Hassan Boulmaye fez seus estudos primários e médios em Moussoro entre 1981 e 1990. Ele continuou seus estudos no lycée Félix Eboué em N'Djamena de 1991 a 1996, onde obteve seu bacharelado. Matriculou-se na Faculdade de Línguas e Ciências Sociais da Universidade de Blida, na Argélia, onde concluiu o mestrado em 2001 com especialização em ensino de francês como língua estrangeira. Mahamat Hassan Boulmaye continuou seus estudos na Université François Rabelais de Tours. Sobressai com um diplôme d'études approfondies (DEA) em letras modernas e literatura comparada em 2005. Ele se matriculou em uma tese, mas depois desistiu para se engajar na luta armada como membro fundador da União das Forças para a Democracia e o Desenvolvimento (UFDD) ao lado de Mahamat Nouri.

### Trajetória política
Mahamat Hassan Boulmaye se engaja na luta armada primeiramente dentro da UFDD de Mahamat Nouri como tesoureiro geral, comissário de comunicação e porta-voz.
Retirou-se em 2009 e, em seguida, integra a Frente pela Alternância e Concórdia no Chade (FACT) de Mahamat Mahdi Ali em março de 2016.
Também desligou-se dessa organização para criar o Conselho do Comando Militar para a Salvação da República em julho de 2016. Ele foi seu secretário-geral até sua prisão em 4 de outubro de 2017 em Agadez, Níger.

### Prisão, extradição e condenação
Preso em 4 de outubro de 2017 na região de Agadez, no Níger, com duas outras personalidades, incluindo seu porta-voz Ahmat Yacoub Adam. Acusados de terrorismo pelo poder vigente, Mahamat Hassan Boulmaye e os seus companheiros teriam sido extraditados para o Chade em maio de 2018 e estariam detidos na prisão de Koro Toro segundo o seu advogado, mas o Ministério do Interior chadiano continuou a garantir que "ninguém foi extraditado para cá..."
Em 6 de junho de 2019, Mahamat Hassan Boulmaye e Ahmat Yacoub Adam foram considerados culpados de terem participado de um movimento insurrecional e condenados à prisão perpétua pelo Tribunal de Apelação de Ndjamena.